# Martino Bitti

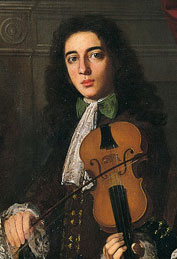
Martino Bitti

Martino Bitti detto Martinetto (* um 1660 in Genua; † 2. Februar 1743 in Florenz) war ein italienischer Violinist und Komponist des Barock.

## Leben und Wirken
Als Geiger und Komponist zählte Bitti zu den Musikern der post-Corelli-Ära. Seine musikalische Ausbildung erhielt er in Venedig, unter anderem bei dem Geiger Giovanni Battista Vivaldi (1655–1736), dem Vater Antonio Vivaldis.
Von 1688 bis zu seinem Lebensende wirkte Bitti in Florenz, in den Diensten der Großherzöge der Toscana. Zuerst unter Ferdinando II. de’ Medici als „suonatore di violino“ ein Jahr später als „primo violino“ bei Cosimo III. de’ Medici. Im Sommer 1717 kam es in Florenz zu einer Begegnung mit dem deutschen Geiger Johann Georg Pisendel, der von zahlreichen Werken Bittis Kopien anfertigte. Bitti komponierte gemeinsam mit anderen Komponisten mehrere Bühnenwerke und Oratorien, sogenannte Pasticcios.

## Werke (Auswahl)
- A solo in la diesis per violino (um 1705)
- Violino Solo in la diesis, perform’d by Sig. Gasparini (um 1705)
- 2 Sonate aus 6 Sonata da camera a flauto traversa, haubois, o violino solo di Nicola Francesco Haim Romano e M. Bitti (bei Roger, Amsterdam, um 1710)
- Sonate per violino a tre (1710)
- 8 Sonate a due violino e basso per sonarsi con flauto o’vero violino (bei Walsh, London 1711) – Dies sind keine Sonate a tre, sondern Sonate a due, weil sich due auf nicht auf Violino (Singular!) bezieht, sondern darauf, dass zwei Stimmen (Violino e Basso) notiert sind. Wegen des möglichen Missverständnisses wurde eine Neuauflage unter einem anderen Titel veröffentlicht: Solo’s for a Flute, with a th[o]rough Bass for the Harpsicord or Bass Violin (London, 1712)
- Concerts à 5, 6 et 7 instruments dont il y a un pour la trompette ou le hautbois, composez par Messieurs Bitti, Vivaldi, et Torelli (Amsterdam, 1715)
- 12 Sonate a violino solo e basso continuo di Martinello Bitti (Amsterdam, 1723)
- 12 Sonate für Violine und B. c. (Amsterdam, 1724) (verschollen)
- Concerto für Violine und Streicher D-Dur (Amsterdam)
- Kantate: Silvia nella partenza d’Erinto, für Solostimme und B. c.
- Oper: Flora, feste teatrale (Florenz, 1693)
- Oper: Lucio Vero, 1700 (Libretto von Apostolo Zeno; die Musik des zweiten und dritten Akts stammt von Giacomo Antonio Perti)
- Oratorium: Il martirio di S. Agata (Florenz, 1693)